# Chiesa di San Francesco (Faenza)
La chiesa di San Francesco è un luogo di culto di Faenza.

## Storia
La storia del grande complesso religioso di S.Francesco ha come prima documentazione la presenza dei frati minori in città fino dal 1231. La Chiesa di San Francesco è stata realizzata dai frati francescani nel 1271, in una struttura di stile gotico del tipo conventuale, con tre navate e copertura a travi, con una porta sul lato destro. A sinistra della chiesa sorgeva il convento, col primo chiostro all’interno e il cimitero nell’attuale piazza, e venne ampliato nel secolo XVI, insieme alla costruzione del secondo chiostro, e corridoi di collegamento fra ambienti a uso privato e di utilizzo pubblico. Venne rifatta nel 1740, mantenendo alcune strutture portanti, e i lavori furono diretti dai capomastri faentini Raffaele Campidori e Giovan Battista Boschi e l'architetto imolese Cosimo Mattoni. Il 26 agosto 1743 venne ultimato il campanile, la facciata il 25 ottobre 1745, la struttura architettonica nel 1752 mentre i lavori di rifinitura all'interno terminarono probabilmente solo nel 1757. Durante la Seconda Guerra Mondiale la chiesa ha avuto danni sia alla cupola della Cappella della «Concezione» che nella volta absidale, ora questi danni sono stati restaurati. Come luogo in cui seppellire alcuni defunti le principali famiglie faentine scelsero questa chiesa, perciò a fine Quattrocento e nel primo trentennio del Cinquecento vennero realizzate nelle navate laterali diverse cappelle ricche di dipinti, sculture e arredi. Tra questi dipinti ha particolare importanza l'immagine sacra dell’ “Immacolata Concezione”, proveniente dal monastero delle Clarisse, e deposta nella cappella dei Della Rovere. L’icona è una pittura a tempera su tavola di legno che raffigura la Madonna col Bambino in braccio e presenta tipici canoni bizantini.

## Descrizione

### La facciata e il campanile
La facciata è stata completata nel 1751 ed è simile ad altre realtà architettoniche faentine dell’epoca; al centro presenta l'emblema francescano. È formata da due ordini, con lesene doriche nella parte inferiore, ioniche in quella superiore e termina con un frontone il cui profilo ricorda lo stile rococò. Il campanile è stato terminato nel 1743 e sorge sul lato destro verso l’abside. È costituito da una torre a più ordini e di una cella campanaria con finestroni balaustrati, sostenente una cuspide piramidale che è andata distrutta nell’ultima guerra ed è stata ricostruita solo in parte fedele alla originaria forma. In cima al campanile sono state ricollocate la croce e la banderuola antiche.

### L’interno della chiesa
Nel 1757 è stato terminato l'interno della chiesa. La pianta è a navata unica, di nobile stile composito così da ospitare il maggior numero possibile di fedeli ed ha cappelle laterali che ricreano i bracci del transetto. Le linee architettoniche sono caratterizzate da un alternarsi di lesene,  fasci angolari e colonne libere; questo impiego sottolinea un corretto uso degli elementi ed una progressiva accentuazione dei valori chiaroscurali. Si può notare un gioco complesso delle lesene e delle cornici che dimostra la buona conoscenza, da parte del progettista, del lessico architettonico settecentesco. Al gioco delle lesene si contrappone, nel presbiterio, il motivo delle quattro colonne libere. Nella conca absidale l’ordine composito distribuito nelle lesene viene solennizzato dall’ancona centrale racchiudente la tela di San Francesco stigmatizzato.

### Le cappelle e le opere d’arte
Subito a destra si trova la cappella-santuario dell'Immacolata Concezione, mentre un secondo altare a destra conserva una statua del Sacro Cuore del Ballanti Graziani. Nella cappella del transetto a destra la tela raffigura i Ss. Ludovico di Tolosa, Bernardino da Siena e Bonaventura in contemplazione della Vergine incoronata dalla Trinità con S. Giuseppe, Angeli e devoti. La cappella presenta finti marmi e stucchi realizzata negli anni intorno al 1780 dagli stuccatori e plasticatori Ignazio e Cassiano della Quercia di Imola. Nell'ancona dietro l'altare, invece, vi è un'altra tela con S. Francesco stigmatizzato, opera del secolo XVIII di Pietro Fancelli. La cappella più ampia del transetto a sinistra contiene la tela con Sant’Antonio che resuscita un morto e le tecniche utilizzate rimandano alla pittura veneta del Cinquecento. Questa cappella è stata la prima portata a termine nel 1755, mentre tre anni più tardi è stato realizzato il pulpito in noce, che è decorato a fogliami, ricci e mascheroni e termina con un padiglione a frange e fiocchi sostenente l’emblema francescano. Sotto il pulpito è possibile vedere una statua in cartapesta di Sant’Antonio di Padova realizzata nel 1755 dallo scultore bolognese Filippo Scandellari. Nel secondo altare a sinistra c'è la tela con San Giuseppe da Copertino ed il Beato Bonaventura da Potenza opera di Giuseppe Marchetti.
La successiva cappella è quella del Crocifisso, con una statua lignea seicentesca entro una nicchia dipinta nel secolo XIX. Pregiati sono i confessionali posti tra le cappelle e il pulpito settecentesco che riprende nel coronamento con lo stemma francescano, la foggia dei baldacchini mobili in stoffa. L’autore dei confessionali è l’intagliatore faentino Domenico Bianchedi che li eseguì fra il 1750 e il 1787.

### La Cappella della Beata Vergine della “Concezione”
A destra si trova la splendida cappella-santuario dell'Immacolata Concezione, eretta fra il 1714 e il 1716, realizzata partendo da una più modesta cappella nell'antica chiesa gotica. L’interno presenta una ricca decorazione a stucchi in parte dorata, angeli e putti, medaglioni con santi francescani nei pennacchi della cupola e marmi policromi che ne ricoprono le pareti. L'altare e l'ancona di marmi sono opera dell'Architetto Alfonso Torreggiani (1682-1764). Lo sportello in ebano e avorio che chiude la residenza dell'Immacolata è opera dell'intagliatore faentino Gian Battista Gatti eseguita nel 1884. In questa opera nella parte alta due angeli reggono con una mano festoni con grappoli di fiori e frutta, mentre con l'altra sostengono la corona della Madonna. Al centro della zona bassa è incisa una scena campestre, che rappresenta contadini che mietono e in atteggiamento di gratitudine all'Immacolata Concezione, invocata per i bisogni della campagna. La cupola aveva un affresco del parmense Giuseppe Milani riproducente la Santissima Trinità e Angeli, dipinto nel 1763. L'affresco fu sostituito nel 1903 da un nuovo lavoro del pittore Baldi ma dopo la distruzione del coperto a causa di un bombardamento il 22 agosto 1944 è stato rifatto dal bolognese Renato Pasqui negli anni 1956-58. Nella struttura la pianta della Cappella è centrale con avancorpi a croce di cui il mediano ha forma ovoidale. Il perimetro è caratterizzato da linee mosse ed eleganti dove si evidenziano gli elementi di una edilizia estremamente semplice, ma sapientemente modellata dai tenui aggetti delle cornici e delle lesene e dal flettersi chiaroscurato delle convessità angolari.

### Icona dell’Immacolata concezione
L'immagine della "Concezione" conservata nella cappella-santuario presenta schemi consueti della pittura bizantina del secolo XIII. Si tratta di una pittura a tempera su tavola di legno che raffigura la Madonna con il Bambino in braccio; la Vergine ha il gesto affettuoso di avvicinare il suo volto a quello del Bambino che stringe a sé. Ulteriori elementi bizantini della immagine sono le due stelle poste sul manto (una sulla fronte, l'altra sulla spalla sinistra), la cuffia che raccoglie i capelli della Vergine sotto il velo e il motivo del bordo dello stesso a segmenti dorati. L'immagine dell'Immacolata Concezione è entrata in San Francesco nel 1530 proveniente dal Monastero delle Clarisse e fu collocata dapprima nella sala capitolare del convento, poi venne trasferita nel 1532 nella cappella appartenente alla famiglia dei Della Rovere già dedicata al culto dell'Immacolata. Fu istituita anche una confraternita per tutelarne il culto fin dal 1530, poi soppressa nel 1773 da Papa Clemente XIV per ripetuti contrasti avvenuti con la comunità francescana.

### L’organo di Antonio Colonna Dal Corno
Nel lato sinistro è situato l'organo restaurato, dopo i forti danni subiti nell'ultima guerra mondiale, a cura dell'organista Padre Albino Varotti. Solo nel 1963 l'organo monumentale ha ripreso a far sentire la sua voce melodiosa, dopo sette anni di studi per la progettazione dettagliata dei lavori, due anni per il restauro dell'organo e tre per gli altri corpi d'organo. Si tratta dell'opera più significativa del bolognese Antonio Colonna Dal Corno, che lo terminò nel 1638 e presenta una struttura lignea con 4 colonne scanalate e tortili, che suddividono la mostra per le canne in tre ordini. Tre anni - dal 1635 al 1638 - furono impiegati per la costruzione dell'organo di Antonio Colonna Dal Corno, una settimana e dodici carri per il trasporto di esso da Bologna a Faenza e tre mesi per l'installazione. La cassa interna è stata realizzata dal faentino Salvatore Pasi con legno dorato ad oro zecchino.

### Museo di San Francesco a Faenza
La chiesa di San Francesco è annessa al complesso conventuale di cui fa parte il Museo ed è una testimonianza del tardo barocco faentino. Il patrimonio si trova oggi nel convento ed è formato da arredi sacri e suppellettili liturgiche appartenenti alla chiesa conventuale. I beni presenti nel museo sono arricchiti dalle testimonianze di devozione popolare legate alla chiesa di San Francesco, cioè il culto di Sant'Antonio di Padova, dell'Immacolata e dell'Addolorata. È poi attestato il ricco apparato riferito al culto dell'Immacolata Concezione documentato nella chiesa fin dal 1523.